# Pehr Ulmgren

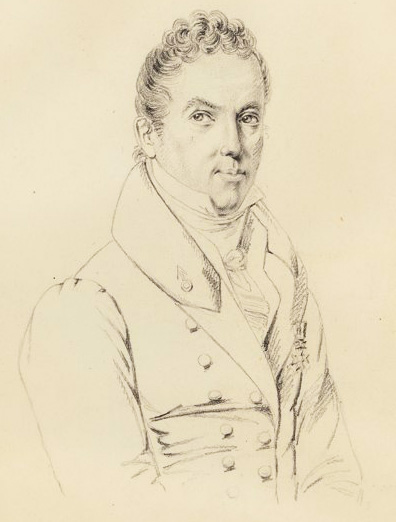
Per Ulmgren. Teckning av Maria Röhl 1832.

Pe(h)r Ulmgren, född 18 februari 1767 i Angelstad, Kronobergs län, död 31 maj 1846 i Stockholm, var en svensk ämbetsman, målare och tecknare.
Han var son till kyrkoherden Erland Ulmgrehn och Helena Christina Fagelin. Han blev student vid Uppsala universitet 1784 och student vid Lunds universitet 1787 och filosofie magister där 1790. Han anlitades som kunglig kanslist 1796, notarie 1801, expeditionssekreterare 1810 samt ombudsman för Rikets ständers bankodiskont 1816–1834. Han utnämndes 1842 till riddare av Carl XIII:s orden. Han var vidare medlem av Harmoniska Sällskapet samt ledamot av Kungliga Akademien för de fria konsterna 1831 där han blev hedersledamot 1843. Ulmgren invaldes som ledamot nummer 303 av Kungliga Musikaliska Akademien den 7 mars 1843. Som konstnär var han livligt aktiv i Stockholms konstnärsliv som konstsamlare och han medverkade med egna alster i utställningar på Konstakademien. Ulmgren finns representerad vid bland annat Nationalmuseum och Uppsala universitetsbibliotek.

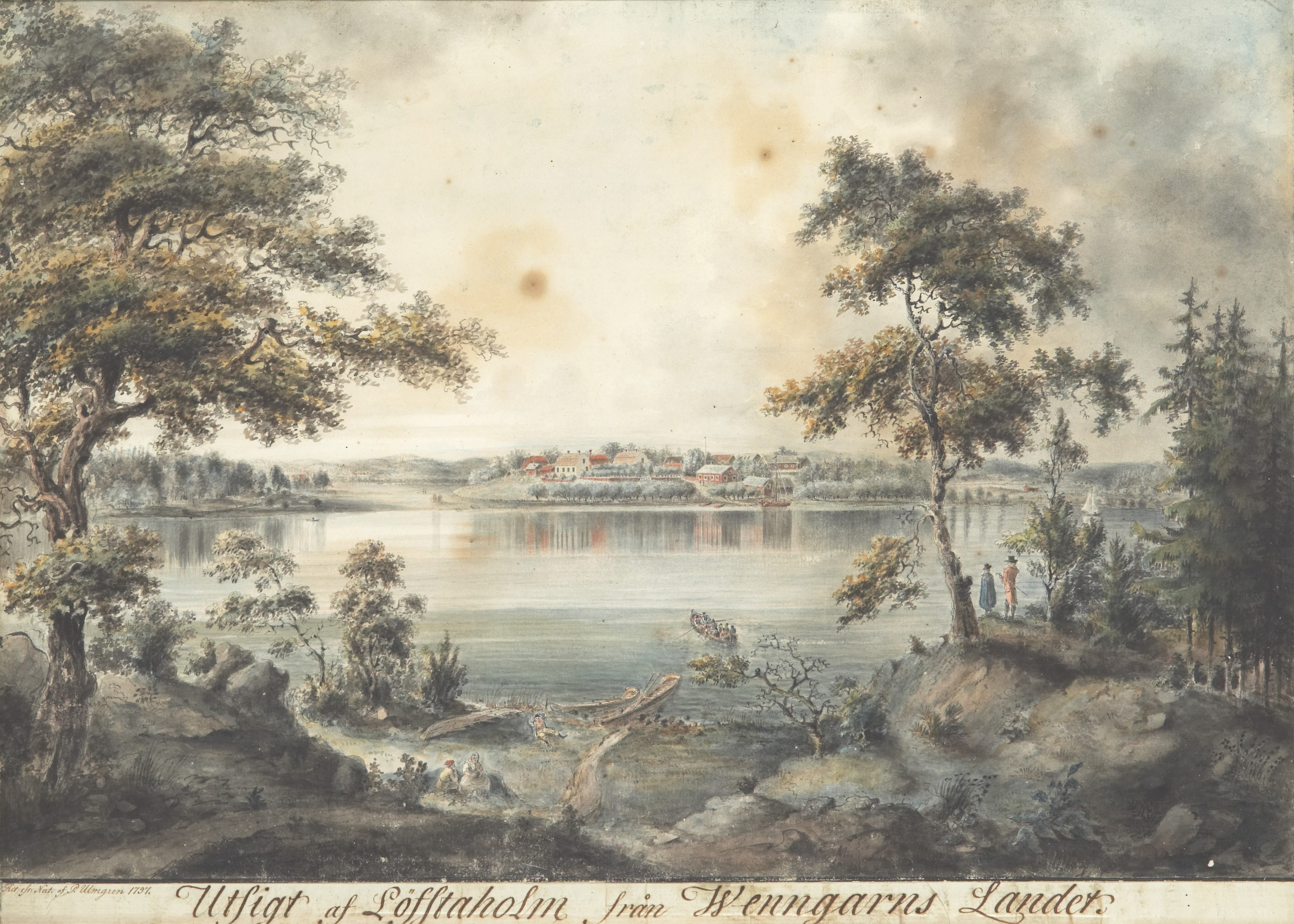
Utsigt af Löfstaholm från Wenngarns Landet (1797), akvarell.